# Установча країна
Установча країна — країна, яка становить частину більшого політичного утворення, наприклад суверенної держави. Термін Установча країна не має певного юридичного значення і використовується для позначення країни, яка є складовою частиною чогось іншого.

## В унітарних державах

### Королівство Данія
| Країна            | Столиця    | Суверенна держава |
| ----------------- | ---------- | ----------------- |
| Данія             | Копенгаген | Королівство Данія |
| Фарерські Острови | Торсгавн   | Королівство Данія |
| Ґренландія        | Нуук       | Королівство Данія |

### Королівство Нідерланди
З 10 жовтня 2010 року Королівство Нідерландів складається з чотирьох країн:
| Країна                           | Столиця    | Суверенна держава       |
| -------------------------------- | ---------- | ----------------------- |
| Нідерланди, Карибські Нідерланди | Амстердам  | Королівство Нідерландів |
| Аруба                            | Ораньєстад | Королівство Нідерландів |
| Кюрасао                          | Віллемстад | Королівство Нідерландів |
| Сінт-Маартен                     | Філіпсбург | Королівство Нідерландів |

### Королівство Нова Зеландія
Королівство Нова Зеландія складається з трьох частин, які зазвичай називають країнами:
| Країна        | Столиця    | Суверенна держава         |
| ------------- | ---------- | ------------------------- |
| Нова Зеландія | Веллінгтон | Королівство Нова Зеландія |
| Острови Кука  | Аваруа     | Королівство Нова Зеландія |
| Ніуе          | Алофі      | Королівство Нова Зеландія |

### Російська Федерація
Російська Федерація є суверенною державою у Східній Європі та Північній Азії. До складу Росії входять двадцять одна республіка: Адигея, Алтай, Башкортостан, Бурятія, Чечня, Чувашія, Дагестан, Інгушетія, Кабардино-Балкарія, Калмикія, Карачаєво-Черкесія, Карелія, Хакасія, Комі, Марій Ел, Мордовія, Північна Осетія–Аланія, Саха, Татарстан, Тува й Удмуртія.

### Сполучене Королівство Великої Британії та Північної Ірландії
Сполучене Королівство складається з чотирьох країн:
| Країна            | Столиця  | Суверенна держава     |
| ----------------- | -------- | --------------------- |
| Англія            | Лондон   | Сполучене Королівство |
| Шотландія         | Единбург | Сполучене Королівство |
| Уельс             | Кардіфф  | Сполучене Королівство |
| Північна Ірландія | Белфаст  | Сполучене Королівство |

### Французька Республіка
- Французька Полінезія[8][9][10]